# علي فراج
علي فراج (1 يوليو 1914 ـ 9 يوليو 2009) هو ملحن ومؤلف موسيقي مصري.

## حياته
ولد علي فراج أحمد في 1 يوليو 1914 في حى الحسين بالقاهرة لأسرة ترجع أصولها إلى مدينة طنطا. أحب الموسيقى منذ صغره وساعده على ذلك والده فالحقه بمعهد الاتحاد الموسيقى لدراسة العود والقواعد الموسيقية دراسات حرة في الموسيقى الشعبية والعربية وأيضا دراسات بمعهد مونت فردى التابع لجمعية دانتي ألييرى الإيطالية وأيضا دراسات بمعهد الموسيقى المسرحية.
عمل علي فراج بعد ذلك مدرسا بمعهد الاتحاد الموسيقى ثم مدرسا بمدارس وزارة المعارف العمومية، ثم كوّن سنة 1946 فرقة موسيقيه تحمل اسمه تجوب المحافظات وتبحث عن المواهب، وكان أول لحن يتم اعتماده بالاذاعه لصوت جديد نسائي يغنى في الكورال وتدعى زوزو شمس الدين.
قدم علي فراج للساحة العديد من الأصوات منذ منتصف الأربعينيات وتعاون معه المؤلف أحمد فؤاد شومان في تقديم ونظم وكتابه أغلب النصوص المغناة وحتى أصبح مثالا للمؤلفين الاخرين والذين يقدمون غالبية اعمالهم لملحن بعينه ومن امثال ذلك مأمون الشناوي وفريد الأطرش وحسين السيد ومحمد عبد الوهاب.

## أعماله الفنية
من الأصوات التي غنت ألحانه شافية أحمد في مجموعة كبيرة من الألحان، منها ألحان «البنفسج» و«أنت الوحيد اللى في قلبى» و«إن كنت ناوى» و«يا عاشقين الورد».
كما تغنى بموسيقاه كل من إبراهيم حمودة والشيخ محمود مرسي وهدى سلطان وكارم محمود وأجفان الأمير وإسماعيل شبانة وصلاح عبد الحميد وشفيق جلال عصمت عبد العليم وعبد اللطيف التلباني ومصطفى فتحي وفجر ومحمد العزبي وأمال حسين وإسماعيل ياسين ومحمد قنديل وبرلنتى حسن وحورية حسن وسعاد مكاوي وسعد عبد الوهاب وفاطمة علي وعمر الجيزاوي.
وهو مكتشف نعيمة عاكف حيث كانت تعمل في فرقة عاكف للكورال وقدم لها لحن (البلياتشو) وكانت تغنيه أثناء ادائها فقرتها وأيضا تبنى عبد الحليم حافظ والذي تبناه منذ عمله في فرقة موسيقى الإذاعة عازفا على آلة الاوبوا واستاذه على فراج رئيسا للفرقة ويتناوب معه القيادة إبراهيم حجاج وعزيز صادق ومعه كوكبه من العازفين أنور منسي ومحمد نصر الدين ومحمود القصبجي وفؤاد بولس وعزيز الشوا وعبد الفتاح منسي وتوفيق الألايلى وعبد القادر عويس وغيرهم.
وكانت الفرقة تعزف مؤلفاته الموسيقية ومنها:
- حب الرمان
- الريف الضاحك
- شكوى
- أمانى
- ليالى دمشق
- بشاير
- يوم الهنا
- حدائق النيل
- شجرة التوت

ساعد فراج عبد الحليم حافظ وتعاون معه عندما ترك العزف واتجه للغناء في الافراح والحفلات وأيضا الغناء بالصوت فقط في السينما حيث تعاون معه وكان ذلك بمنزل علي فراج في 2 ميدان الإسماعيلية بالقاهرة، ومن تلك الالحان:
- القرنفل، من نظم يوسف عز الدين عيسى
- ليه تحسب الايام، من كلمات فتحي قورة والذي غناه صوتا فقط في فيلم بعد الوداع 1953.

وقد تولى الموسيقار على فراج مناصب موسيقية عديدة من بينها:
- عضويه لجنة الموسيقى بالمجلس الأعلى لرعاية الفنون والآداب (1962)
- قائد أوركسترا الفرقة القومية للفنون الشعبية (1963)
- انتدب لتنظيم قطاع الموسيقى والغناء بهيئة المسرح والفنون الشعبية سنة 1969.

وقدم الموسيقار على فراج الكثير من البرامج والصور والاوبريتات الغنائية للاذاعه ومنهم غرام في الريف وزواج رمسيس وست الكل وبياع المدمس والسوق وحكمه وصندوق الدنيا ومزارع ومصانع وقدم للسينما الغنائية موسيقاه التصويرية وموسيقى الرقصات والاستعراضات لعدد كبير من الأفلام من بينهم أفلام العيش والملح وفتاة السيرك وست الحسن والعنب المر وحب ودموع وبيت الطاعة ولسانك حصانك والدنيا لما تضحك وغيرهم كم قدم الموسيقار على فراج لمسرح العرائس اوبريت (بنت السلطان) ومن كلمات صلاح جاهين.

## وصلة خارجية
علي فراج على قاعدة بيانات الأفلام العربية.